# Diversidad sexual en La Serena y Coquimbo

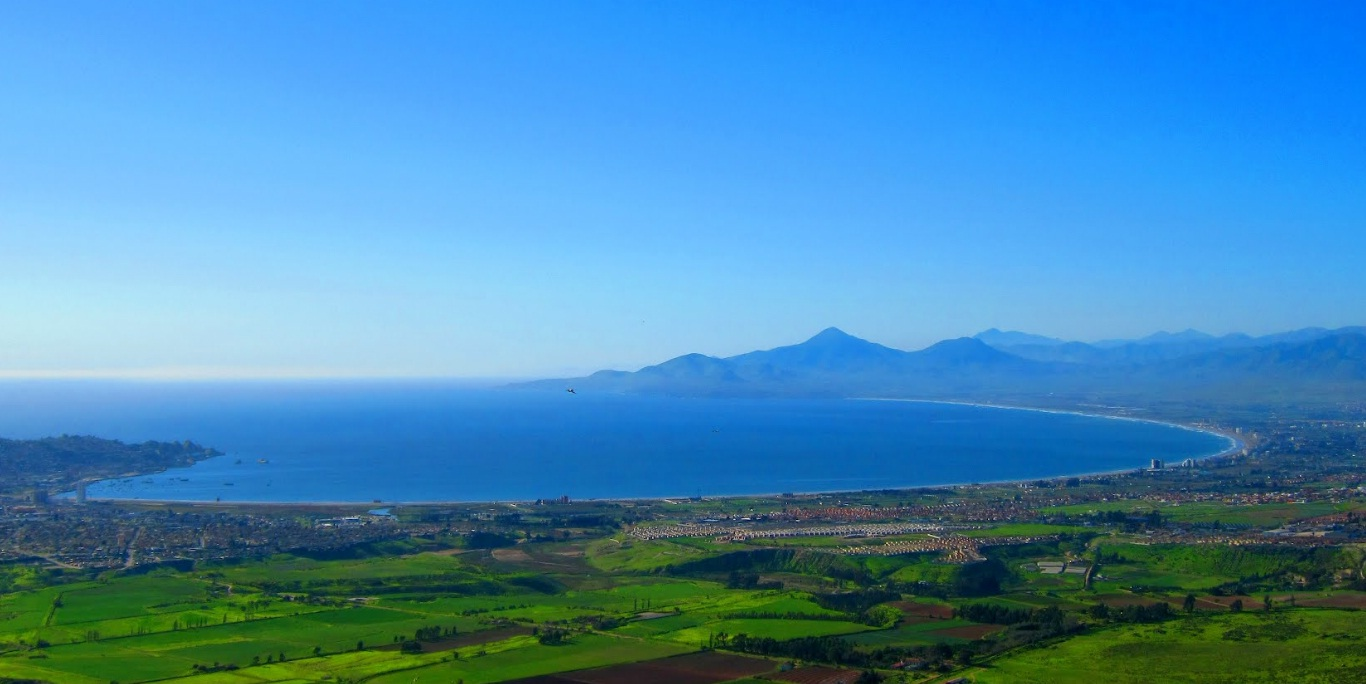
Vista de la conurbación La Serena-Coquimbo.

La diversidad sexual en La Serena y Coquimbo ha manifestado una mayor visibilidad a partir de los primeros años del siglo xxi. Hasta gran parte del siglo XX, la criminalización de la homosexualidad fue el foco en el abordaje a la población LGBT tanto en la conurbación como en el resto del país. A partir de los años 2000 se inició un proceso de apertura, que sumado a la despenalización de la homosexualidad en 1999, ha convertido a La Serena y Coquimbo en una de las áreas metropolitanas chilenas con una importante representación y visibilidad LGBT.

## Historia
La persecución hacia personas identificadas como homosexuales fue constante durante los siglos xix y xx. El 2 de agosto de 1896 fue detenido en Coquimbo Roberto Marín, marinero del crucero acorazado Capitán Prat que fue acusado de intentar tener relaciones homosexuales con una persona borracha, siendo liberado por falta de pruebas. Una situación similar ocurre cuatro días después, cuando son detenidos Roberto Gaete y Emilio Figueroa, también marineros de la nave Capitán Prat, acusados de intentar tener relaciones sexuales en la calle Aldunate frente a la agencia de la Compañía Sud Americana de Vapores; también son liberados por falta de pruebas.
En marzo de 1928 la prensa informaba sobre la detención de numerosos «degenerados» por parte de la policía en Coquimbo y Guayacán. Más de 50 años después, el 4 de noviembre de 1979, otra redada generaba revuelo en la prensa local cuando tres homosexuales fueron detenidos vistiendo ropas femeninas en una fiesta al interior de una fuente de soda en el sector de Tierras Blancas. Del 3 al 5 de julio de 1981 se realizaron diversas acciones policiales en locales nocturnos y prostíbulos del barrio Baquedano de Coquimbo, en donde se detuvo a varios homosexuales bajo el pretexto de realizar una «acción de profilaxia».
La llegada del siglo xxi marcó la creación de varios lugares de esparcimiento para la comunidad LGBT local. En la calle Balmaceda se instaló en 2000 el restaurante CC Herrera, el cual fue denominado como el primer «restaurante gay» de la zona luego que a partir de diciembre de 2003 abriera en las noches y se convirtiera en punto de encuentro de la población LGBT serenense. El 30 de agosto de 2004 abrió sus puertas la discoteca Arcángel, en un local ubicado en la calle Almagro donde anteriormente funcionó la discoteca Machos.
El 2 de julio de 2004 la Universidad de La Serena realizó su primer foro público sobre diversidad sexual con enfoques psicológicos, antropológicos, religiosos, sociopolíticos y legales. En octubre del año siguiente se denunciaba un caso de discriminación en el Liceo de Niñas Gabriela Mistral luego que dos alumnas fueran suspendidas del recinto por ser lesbianas; tras las denuncias realizadas por organizaciones LGBT, las alumnas fueron reincorporadas en el establecimiento el 10 de noviembre.

## Política y organizaciones
Agrupación de Amigos y Familiares de la Comunidad Gay (AFAG) fue la primera organización LGBT de La Serena y Coquimbo, obteniendo su personalidad jurídica el 17 de agosto de 2006; la organización fue una de las fundadoras de la Federación Chilena de la Diversidad Sexual (Fedisech) el 26 de agosto de 2007. El 21 de septiembre de 2010 se crea en Coquimbo el Grupo Social Minoría Sexual, primera agrupación de la diversidad sexual de la mencionada comuna, fundada por Jasna La Rosa Adaos y encabezada por Jorge Muñoz.
El 24 de agosto de 2009 la Municipalidad de La Serena promulgó su Ordenanza contra la Discriminación, convirtiéndose en la segunda comuna del país en aprobar dicho documento después de Santiago.
El 17 de mayo de 2013 la Municipalidad de Coquimbo fue la primera en el país —junto con Independencia, La Reina, Providencia, San Antonio y Santiago— que izó la bandera LGBT en el marco de la conmemoración del Día Internacional contra la Homofobia y la Transfobia. El 23 de julio del año siguiente, la misma municipalidad —que cuenta con su Oficina de Diversidad Sexual— fue una de las creadoras de la "Red Nacional de Municipalidades por la Diversidad, Inclusión, y No Discriminación", también llamada "Red Diversa".
En las elecciones municipales de 2021, Ignacio Plaza (militante de Convergencia Social) se convirtió en el primer concejal abiertamente gay de Coquimbo, mientras que Pamela Caimanque Espejo (de la Federación Regionalista Verde Social) fue elegida como la primera concejala LGBT de La Serena.

## Eventos
El 28 de junio de 2006 se llevó a cabo en las calles del centro de La Serena la primera marcha del orgullo LGBT de la conurbación; su organización estuvo a cargo de la Agrupación de Amigos y Familiares de la Comunidad Gay (AFAG). La tercera edición, realizada el 27 de junio de 2008, tuvo como principal demanda la aprobación del proyecto de ley sobre Pacto de Unión Civil.
La primera marcha del orgullo LGBT en Coquimbo se realizó el 29 de octubre de 2010, organizada por el Grupo Social Minoría Sexual. El recorrido se inició en el sector Empalme y se desplazó por la calle Aldunate hasta la Plaza de Armas, en donde se realizó un espectáculo que reunió a alrededor de 2000 personas.
Desde 2015 se realiza de manera anual en la discoteca Arcángel de La Serena la «Cumbre de Transformistas», evento en que se reúnen las drag queens más destacadas de Chile junto a invitadas nacionales e internacionales.